# Mick Mulvaney
John Michael «Mick» Mulvaney (/mʌlˈveɪni/; Alexandria, Virginia, Estados Unidos, 21 de julio de 1967) es un político, economista, empresario y abogado estadounidense. Durante años ha estado trabajando para el sector privado. Es miembro del Partido Republicano. Inició su carrera política en Carolina del Sur como Miembro de la Cámara de Representante y del Senado Estatal.
Luego en el 2010 fue elegido como Congresista en la Cámara de Representantes de los Estados Unidos. En el 2017 pasó a formar parte del gabinete del presidente Donald Trump, como nuevo Director de la Oficina de Administración y Presupuesto. Al mismo tiempo ejerció durante casi un año como Director interino de la Oficina de Protección Financiera del Consumidor.
Actualmente desde el 2 de enero de 2019, también es el nuevo Jefe Interino de Gabinete de la Casa Blanca.

## Primeros años
Mick Mulvaney nació el día 21 de julio del año 1967, en la ciudad estadounidense de Alexandria, situada en el Estado de Virginia.
Su padre era Michael (más conocido como "Mike"), que se dedicaba a trabajar como desarrollador de bienes raíces. Y su madre era Kathleen Mulvaney (más conocida como "Kathy"), que era maestra de profesión.
Él creció en la ciudad de Charlotte (Carolina del Norte), pero más tarde se mudó junto a su familia a la localidad de Indian Land (Carolina del Sur).
Sus abuelos eran originarios del Condado de Mayo (Irlanda).

## Formación
Se graduó en educación secundaria por el instituto católico "Charlotte Catholic High School".
Luego asistió a la Universidad de Georgetown en Washington D. C., donde se especializó en Economía internacional, comercio y finanzas.
En esta misma universidad fue Académico con Honores de su escuela "School of Foreign Service" (SFS) y finalmente obtuvo un Bachiller universitario en ciencias en 1989.
Seguidamente obtuvo una beca completa para poder asistir a la Escuela de Derecho de la Universidad de Carolina del Norte en Chapel Hill, donde sus principales estudios se centraron en el Derecho de la competencia y finalmente en 1992 logró el Doctorado en Jurisprudencia.

## Trabajo en sector privado
Tras finalizar sus estudios universitarios en 1992, comenzó a trabajar como abogado en el bufete "James McElroy & Diehl Attorneys at Law" situado en Charlotte.
También se sumergió en el negocio de la construcción de viviendas y en el negocio inmobiliario de bienes raíces de su padre. 
Además fue un accionista minoritario y propietario-operador de "Salsarita's Fresh Mexican Grill", que es una conocida cadena de restaurantes de comida rápida de nivel regional.
Durante esta época en el mundo empresarial, cabe destacar que participó en el Programa de Administración de Propietarios y Presidentes de la Escuela de negocios Harvard.

## Carrera política

### Política estatal
Desde hace años es militante del Partido Republicano de los Estados Unidos.
Su primera incursión en el mundo de la política fue para el Estado de Carolina del Sur, cuando en 2006 se presentó a las elecciones estatales y resultó elegido como Miembro de la Cámara de Representantes de Carolina del Sur, por el Distrito Electoral Número 45.
Luego en el 2008, tras la renuncia inesperada del político Chauncey K. Gregory en el Senado de Carolina del Sur, decidió hacer campaña electoral para lograr ocupar esa vacante. Finalmente ganó esa elección, que fue considerada la carrera legislativa más peleada en Carolina del Sur ese año.
Como senador del estado, perteneció a los Comités Parlamentarios de Justicia, Empleo, Comercio, Industria, Asuntos Médicos, Agricultura, Recursos Naturales y Correcciones. 
De esa época cabe destacar, que en el 2010 fue elegido Legislador del Año, por su trabajo en apoyo a los Servicios Médicos de Emergencia del Estado (EMS) y también fue condecorado por la organización "Club for Growth".

### Cámara de Representantes
Posteriormente dio el salto a la política nacional, cuando resultó elegido en las Elecciones a la Cámara de Representantes de los Estados Unidos de 2010, logrando un escaño por el 5.º distrito congresional de Carolina del Sur. Seguidamente fue reelegido tras las elecciones de 2012, 2014 y 2016.
Como congresista estuvo asignado al Comité de la Cámara de Servicios Financieros de los Estados Unidos, Comité de la Cámara sobre la pequeña empresa, al Subcomité de Salud y Tecnología de Pequeñas Empresas, al Subcomité de Pequeñas Empresas sobre Crecimiento Económico, Impuestos y Acceso de Capital. Fue presidente del Subcomité de Contratación y Fuerza Laboral de la Cámara.
Y fue miembro del "Republican Study Committee", el "Freedom Caucus", el "Tea Party Caucus", el "Congressional Constitution Caucus" y el "Congressional Blockchain Caucus".

### Gobierno Trump
El 16 de diciembre de 2016, fue anunciado por el entonces Presidente electo de los Estados Unidos Donald Trump, para que formara parte de su recién creado gabinete presidencial como nuevo Director de la Oficina de Administración y Presupuesto (OFM), en sucesión del demócrata Shaun Donovan.
Finalmente el 16 de febrero de 2017, tras lograr la aprobación por parte del Senado, pudo juramentar su cargo. 
Al mismo tiempo, el 25 de noviembre de ese año pasó a ser de manera interina el director de la Oficina de Protección Financiera del Consumidor (CFPB), en sucesión de Richard Cordray. Este cargo lo ocupó hasta el 11 de diciembre de 2018 que se nombró como nueva directora a Kathy Kraninger.
También el 14 de diciembre, Donald Trump lo nombró como nuevo Jefe de Gabinete de la Casa Blanca para el nuevo año, en sucesión de John Kelly.
Juramentó este cargo el día 2 de enero de 2019.

## Vida privada
Es católico.
En 1998, Mick Mulvaney se contrajo matrimonio con Pamela West, a quien había conocido haciendo cola en una librería cuando él era estudiante de la carrera de derecho en Chapel Hill (Carolina del Norte).
Ambos son padres de trillizos, que nacieron en el año 2000 y son llamados Finn, James y Caroline.
Su hermano es Ted Mulvaney (más conocido como "Theodore"), que es gerente de cartera de la compañía Braeburn Capital Inc., el brazo de inversión del gigante tecnológico Apple Inc.